# Alona Tal

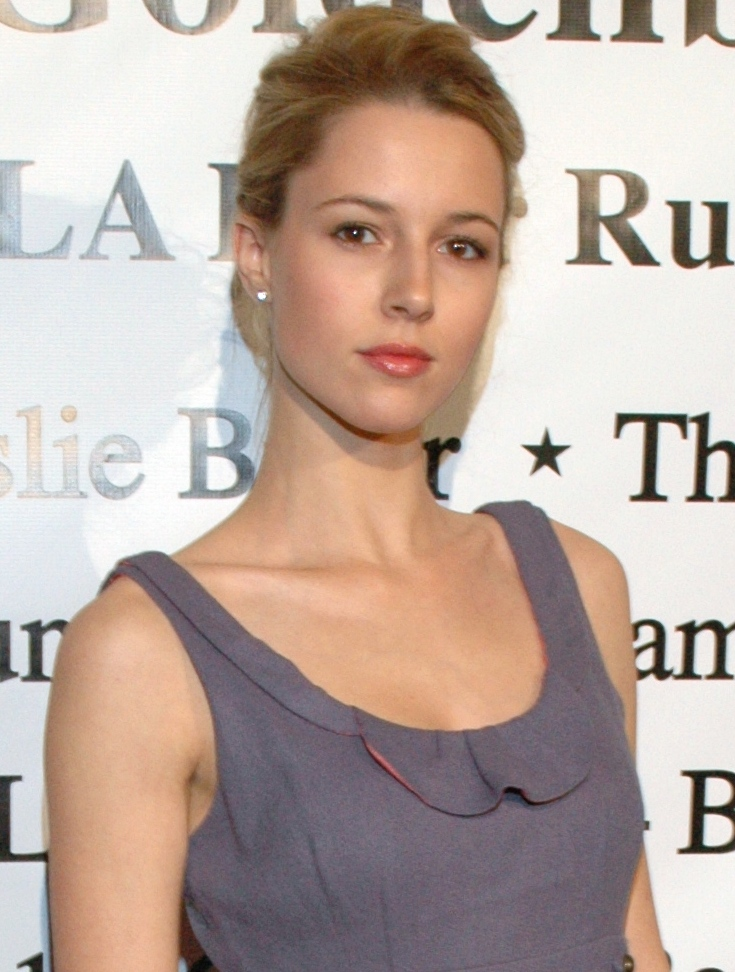
Alona Tal

Alona Tal (hebräisch אלונה טל; * 20. Oktober 1983 in Herzlia) ist eine israelische Schauspielerin.

## Karriere
Die Ursprünge ihrer schauspielerischen Laufbahn gehen auf ein Musical-Videoband für Kinder zurück, in dem sie eine böse Hexe darstellte. Daraufhin trat sie in einem Werbespot für Waschmittel in Erscheinung und erhielt die Hauptrolle in Lihiyot Kohav (To Be A Star).
Während der Dreharbeiten zu diesem Film erreichten sie Rollenangebote für zwei verschiedene israelische Fernsehshows, die sie beide annahm. Das erste Angebot belief sich auf eine Seifenoper über das Leben einer Hotelierfamilie (Tzimerim); beim zweiten Angebot handelte es sich um eine Sitcom über eine ambitionierte Band, zu Durchbruch und Erfolg entschlossen (HaPijamot). Diese Sitcom behauptete sich für drei Staffeln und gab Alona die Chance, ihr musikalisches Talent zu offenbaren. In der Folge nahm Tal mit dem israelischen Rapper Subliminal diverse Lieder auf.
Auf der Suche nach Erholung von ihrem hektischen Terminplan begab sich Tal nach New York zu ihrer Schwester. Dort traf sie den Musiker Wyclef Jean und nahm auch mit ihm ein Lied auf. In einem Interview bezeichnete er sich selbst als ihren Mentor, dazu bestrebt, Alona bei der Praxis ihrer wahren Leidenschaft zu unterstützen, der Musik. Tal sprach für die Rolle der Veronica Mars vor. Diese Position erhielt letztlich Kristen Bell und Rob Thomas, der Erfinder der gleichnamigen Serie, schrieb für Alona die Rolle der Meg Manning, welche Tal in zehn Folgen spielte.
Überdies hatte sie mehrere Gastauftritte in bekannten Fernsehserien. Tal tauchte in neun Folgen der CBS-Serie Cane, die nach nur einer Staffel abgesetzt wurde, als Rebecca King auf. Von 2006 bis 2009 spielte sie eine weitere Gastrolle in der Mysteryserie Supernatural, die Figur Joanna Beth „Jo“ Harvelle, 2011 erschien sie ein weiteres Mal in der Serie.
Am 5. Juni 2007 heiratete sie den Schauspieler Marcos Ferraez. Im März 2017 kam das erste Kind des Paares, ein Mädchen, zur Welt.

## Diskografie

### Singles (Auswahl)
- 2002: הפינאלי (mit The Shadow & Subliminal)
- 2021: רק אותך אוהב (mit Dana Frider & עודד פז והקסדות)

## Filmografie (Auswahl)
- 2003: Lihiyot Kohav (To be a Star)
- 2003–2006: HaPijamot (62 Folgen)
- 2004–2006: Veronica Mars (10 Folgen)
- 2005: CSI: Den Tätern auf der Spur (CSI: Crime Scene Investigation, eine Folge)
- 2006–2011: Supernatural (7 Folgen)
- 2006: Cold Case – Kein Opfer ist je vergessen (Cold Case, eine Folge)
- 2006: Eine himmlische Familie (7th Heaven, eine Folge)
- 2006: Welcome, Mrs. President (Commander in Chief, eine Folge)
- 2007: Cane (9 Folgen)
- 2007: Taking 5
- 2007: Halb tot 2 – Das Recht des Stärkeren (Half Past Dead 2)
- 2008: Ghost Whisperer – Stimmen aus dem Jenseits (Ghost Whisperer, eine Folge)
- 2008: The Cleaner (eine Folge)
- 2008: Blessed Is the Match: The Life and Death of Hannah Senesh (Sprechrolle als Hannah Sanesh)
- 2008: College
- 2009: The Mentalist (Folge 1x14)
- 2009: Knight Rider (eine Folge)
- 2009: Party Down (eine Folge)
- 2009: Monk (Folge 8x16)
- 2010: Lie to Me (eine Folge)
- 2010: Leverage (eine Folge)
- 2010: The Defenders (eine Folge)
- 2010: Independent Lens (eine Folge, Sprechrolle als Hannah Sanesh)
- 2010: Undocumented
- 2010: Kalamity
- 2011: Pretty Little Liars (eine Folge)
- 2011: The Killing (eine Folge)
- 2011–2012: Yaldey Rosh Hamemshala (15 Folgen)
- 2011: Three Inches (Fernsehfilm)
- 2013: Broken City
- 2013: Cult (13 Folgen)
- 2013: Burn Notice (8 Folgen)
- 2014–2017: Hand of God (17 Folgen)
- 2015: Night of the Living Dead: Darkest Dawn
- 2016: Die Geiseln (Bnei Aruba, 12 Folgen)
- 2016: Opening Night
- 2017: Do You Take This Man
- 2017–2024: SEAL Team (53 Folgen)
- 2019: The Red Sea Diving Resort
- 2019: The Spy (6 Folgen)
- 2020: Little Fires Everywhere (eine Folge)
- 2020: Away (eine Folge)
- 2021: Truth Be Told – Der Wahrheit auf der Spur (Truth Be Told, 10 Folgen)
- 2022: Grimcutty
- 2024: Alex Cross (Cross, 8 Folgen)
- 2024: Guns & Moses